# Barythelphusa guerini
Barythelphusa guerini е вид десетоного от семейство Gecarcinucidae. Видът не е застрашен от изчезване.

## Разпространение и местообитание
Разпространен е в Индия (Западна Бенгалия, Махаращра, Утар Прадеш и Чхатисгарх).
Обитава сладководни басейни и реки.

## Описание
Популацията на вида е стабилна.